# Malence
Malence – wieś w Słowenii, w gminie Kostanjevica na Krki. W 2018 roku liczyła 63 mieszkańców.